# Фунес (Санта-Фе)
Фунес (исп. Funes) — город и муниципалитет в департаменте Росарио провинции Санта-Фе (Аргентина).

## История
В 1875 году здесь была построена железнодорожная станция Авила, и был основан населённый пункт Вилья-Сан-Хосе-де-Авила. В 1893 году станция и посёлок были переименованы в честь влиятельного политика Педро Лино Фунеса.